# Caseasauria
Caseasauria (лат.) — клада базальных синапсид, живших с позднего карбона по среднюю пермь (в промежуток между 306,95 и 259,9 млн лет назад). Включает два морфологически различных семейства: мелких насекомоядных или плотоядных эотиридид (Eothyrididae) и крупных растительноядных казеид (Caseidae). Эти две группы разделяют ряд общих признаков, связанных с морфологией морды и внешних ноздрей.
Caseasauria были распространены в конце ранней перми, но к середине пермского периода их разнообразие сократилось, поскольку они были вытеснены более успешными терапсидами. Последние представители клады вымерли в конце гваделупской эпохи (средняя пермь).

## Описание
Среди наиболее заметных признаков Caseasauria — увеличенные ноздри и кончик морды, нависающий над зубным рядом. 
Примитивные Caseasauria, включая всех эотиридидов, были относительно небольшими животными. Однако большинство казеид достигали бо́льших размеров. Некоторые казеиды, такие как Cotylorhynchus и Alierasaurus, были одними из крупнейших наземных животных ранней перми, достигая длины до 6 метров и массы до 2 тонн.

## Эволюция
Впервые представители Caseasauria появляются в палеонтологической летописи в конце каменноугольного периода, наряду со многими другими группами ранних амниот. Самый ранний известный синапсид, Asaphestera из башкирского яруса Новой Шотландии (Канада), может быть эотиридидом. Наиболее ранним достоверно установленным представителем Caseasauria является Eocasea. 
Казеиды процветали в кунгурском веке, многочисленные остатки крупных растительноядных казеид известны из этих слоёв США.
Caseasauria — одна из двух клад не-терапсидных синапсид («пеликозавров»), доживших до поздней гваделупской эпохи, наряду с варанопидами. Два геологически наиболее молодых рода известны из гваделупских слоёв России: маленькая, всеядная или насекомоядная Phreatophasma и крупный растительноядный Ennatosaurus.

## Классификация
Caseasauria обычно рассматриваются как наиболее базальная клада синапсид, тогда как все остальные синапсиды группируются в кладе Eupelycosauria. Однако не все исследования подтверждают эту позицию. В 2012 году Роджер Бенсон утверждал, что большинство признаков, поддерживающих базальное положение Caseasauria, относятся к черепу. Он представил филогенетический анализ, включающий больше посткраниальных данных, которые разрешили кладу из офиакодонтов и варанопид как самую базальную кладу синапсид. Однако новые посткраниальные данные по эотиридидам и базальным казеидам позволили установить, что Caseasauria более базальны, чем офиакодонтиды и варанопиды, а признаки, поддерживающие более продвинутую позицию Caseasauria, являются результатом конвергентной эволюции казеид и более продвинутых синапсид. Диадектоморфы, традиционно рассматриваемые как анамниоты, могут оказаться амниотами — синапсидами, занимающими ещё более базальную позицию, чем Caseasauria.
Обычно кладу Caseasauria подразделяют на два семейства: Eothyrididae и Caseidae. Филогенетическое положение древнейшего безусловного представителя клады, Eocasea, является спорным, так как одни анализы восстановят его в качестве казеида, а другие — как базального Caseasauria, не принадлежащего ни к одному из семейств. 
Как правило, к семейству Eothyrididae относят три следующих рода: Eothyris, Oedaleops и Vaughnictis. Некоторые филогенетические анализы восстановили эотиридид в качестве парафилетической группы по отношению к казеидам. Asaphestera также предварительно рассматривается как эотиридид, хотя данный род не был включён в филогенетический анализ. Остальные казеазавры классифицируются в семействе Caseidae.
Согласно данным сайта Paleobiology Database, на ноябрь 2021 года в кладу включают два семейства и 23 рода:
- Семейство Caseidae Whilliston, 1911 — Казеиды
  - Alierasaurus Romano & Nicosia, 2014
  - Angelosaurus Olson & Beerbower, 1953
  - Arisierpeton Reisz, 2019
  - Callibrachion Boule & Glangeaud, 1893
  - Casea Williston, 1910
  - Caseoides Olson & Beerbower, 1953
  - Caseopsis Olson 1962
  - Cotylorhynchus Stovall, 1937
  - Datheosaurus Schroeder, 1905
  - Ennatosaurus Efremov, 1956
  - Eocasea Reisz & Fröbisch, 2014 (или базальный представитель Caseasauria[12])
  - Euromycter Reisz et al., 2011
  - Martensius Berman et al., 2020
  - Oromycter Reisz, 2005
  - Phreatophasma Efremov, 1954
  - Ruthenosaurus Reisz et al., 2011
  - Trichasaurus Williston, 1913
- Семейство Eothyrididae Romer & Price, 1940 — Эотиридиды
  - Baldwinonus Romer & Price, 1940
  - Eothyris Romer, 1937
  - Oedaleops Langston, 1965
  - Stereophallodon Romer, 1937
  - Stereorhachis Gaudry, 1880
  - Vaughnictis Brocklehurst et al., 2016

## Палеоэкология
Палеоэкология казеид является предметом научной дискуссии. Обычно эти животные интерпретируются как наземные существа, обитавшие в засушливых, высокогорных местообитаниях. Однако казеиды имеют микроструктуру костей, сходную с такой у китообразных и ластоногих, что привело к гипотезе о том, что они вели водный образ жизни. Тем не менее, план тела казеид не соответствует пелагическому образу жизни, а их окаменелости связаны преимущественно с отложениями засушливых горных районов. 